# Lluís d'Aragó
Lluís d'Aragó (Nàpols, 6 d'octubre 1474 – Roma, 21 de gener de 1518) va ser un cardenal italià.

## Biografia
Fill d'Enric d'Aragó i de Políxena de Ventimiglia (dels marquesos de Geraci Siculo) i, per tant, net del rei de Nàpols Ferran d'Aragó, es va convertir en marquès de Gerace amb només quatre anys després de la mort del seu pare Enric, deguda a una intoxicació per bolets a Terranova de Sibari el 21 de novembre de 1478). El 1492 es va casar amb Battistina Cibo (Roma 1477 - Gènova 1523), neta del Papa Innocenci VIII.

### La carrera eclesiàstica
Pocs mesos després del casament de Lluís d'Aragó i Battistina Cibo, el 25 de juliol de 1492 va morir Innocenci VIII i va ser elegit Papa, prenent el nom d'Alexandre VI, el cardenal Roderic Borja, emparentat amb els Aragó. El casament de Lluís d'Aragó i Battistina Cybo va ser anul·lat i Lluís va rebre ordres de començar la carrera eclesiàstica. Lluís d'Aragó va ser nomenat cardenal in pectore en el consistori del maig de 1494 i publicat el 19 de febrer de 1496. En el mateix any va rebre el càrrec de cardenal diaca de Santa Maria in Cosmedin. Al mateix temps va cedir el feu de Gerace en favor del seu germà Carles d'Aragó (1479-1501).
El 1498 va ser nomenat administrador de la diòcesi de Lecce i quatre anys més tard, el 1502, va tenir el mateix càrrec a la diòcesi d'Aversa. Entre el 1506 i el 1513 va ser abat comandatari de Sant Martí del Canigó, i el 1515 va ser durant un breu període administrador de la diòcesi de Cerreto Sannita-Telese-Santa Agata de Goti.
Va morir a l'edat de 45 anys i va ser enterrat a Santa Maria sopra Minerva.

### La tragèdia de la seva germana Joana
Lluís va ser sospitós d'haver fet assassinar el 1510 la seva germana Joana d'Aragó i els seus tres fills, un tràgic succés que ha inspirat nombroses obres literàries, entre elles un novel·la de Matteo Bandello (Novel·la XXVI, Antonio Bolonya casa amb la duquessa d'Amalfi i tots dos moren) i el drama de John Webster La duquessa d'Amalfi.